# Euroligue de basket-ball 2003-2004
Navigation
Édition précédente Édition suivante
L’Euroligue 2003-2004 est la 47e édition de l’Euroligue masculine, compétition qui rassemble les meilleurs clubs de basket-ball du continent européen.

## Principe
L’édition 2003-2004 mit aux prises 24 équipes. Lors du premier tour, ces vingt-quatre équipes furent réparties en trois groupes de huit. Les cinq premiers de chaque groupe ainsi que le meilleur sixième se qualifièrent pour le Top 16.

## Équipes participantes et groupes
| Groupe A AEK Athènes FC Barcelone KK Partizan Belgrade Olimpija Ljubljana Lottomatica Roma Pau-Orthez Ülker İstanbul Cibona Zagreb | Groupe B Panathinaïkos Athènes Fortitudo Bologne Žalgiris Kaunas Unicaja Malaga CSKA Moscou KK Krka Novo Mesto Montepaschi Sienne Maccabi Tel-Aviv | Groupe C ALBA Berlin Efes Pilsen İstanbul Olympiakós Benetton Trévise Pamesa Valencia ASVEL Villeurbanne Tau Vitoria Śląsk Wrocław |

## Déroulement

### Saison régulière
La saison régulière se déroule du 3 novembre 2003 au 20 février 2004.

#### Groupe A
| Rang | Équipe             | Pts | J  | G  | P  | Pp   | Pc   | Diff |  | Résultats (dom.\ext.) |       |        |       |       |       |       |       |         |
| ---- | ------------------ | --- | -- | -- | -- | ---- | ---- | ---- |  | --------------------- | ----- | ------ | ----- | ----- | ----- | ----- | ----- | ------- |
| 1    | FC Barcelone       | 26  | 14 | 12 | 2  | 1086 | 937  | 149  |  | FC Barcelone          |       | 77-60  | 92-57 | 92-72 | 81-69 | 79-62 | 95-91 | 86-65   |
| 2    | Cibona Zagreb      | 22  | 14 | 8  | 6  | 1122 | 1101 | 21   |  | Cibona Zagreb         | 74-68 |        | 94-83 | 95-86 | 72-71 | 85-80 | 92-69 | 82-55   |
| 3    | Ülker Istanbul     | 22  | 14 | 8  | 6  | 1023 | 1050 | -27  |  | Ülker Istanbul        | 61-76 | 76-70  |       | 68-63 | 62-78 | 75-69 | 81-73 | 67-63   |
| 4    | Olimpija Ljubljana | 20  | 14 | 6  | 8  | 1093 | 1123 | -30  |  | Olimpija Ljubljana    | 63-69 | 85-81  | 82-91 |       | 84-78 | 78-77 | 69-67 | 87-68   |
| 5    | Pau-Orthez         | 20  | 14 | 6  | 8  | 1141 | 1130 | 11   |  | Pau-Orthez            | 79-83 | 105-89 | 77-83 | 89-91 |       | 68-78 | 81-78 | 106-110 |
| 6    | AEK Athènes        | 20  | 14 | 6  | 8  | 1066 | 1099 | -33  |  | AEK Athènes           | 64-70 | 73-75  | 83-82 | 91-87 | 71-83 |       | 95-92 | 79-77   |
| 7    | Partizan Belgrade  | 20  | 14 | 6  | 8  | 1081 | 1078 | 3    |  | Partizan Belgrade     | 61-57 | 93-81  | 77-68 | 77-67 | 75-77 | 78-71 |       | 73-81   |
| 8    | Lottomatica Rome   | 18  | 14 | 4  | 10 | 997  | 1091 | -94  |  | Lottomatica Rome      | 59-61 | 80-72  | 53-69 | 80-79 | 73-80 | 70-73 | 63-77 |         |

#### Groupe B
| Rang | Équipe                | Pts | J  | G  | P  | Pp   | Pc   | Diff |  | Résultats (dom.\ext.) |       |         | B     | S     |         |         |       |        |
| ---- | --------------------- | --- | -- | -- | -- | ---- | ---- | ---- |  | --------------------- | ----- | ------- | ----- | ----- | ------- | ------- | ----- | ------ |
| 1    | CSKA Moscou           | 25  | 14 | 11 | 3  | 1118 | 984  | 134  |  | CSKA Moscou           |       | 80-83   | 70-71 | 84-71 | 75-68   | 90-81   | 91-84 | 89-35  |
| 2    | Maccabi Tel-Aviv      | 25  | 14 | 11 | 3  | 1261 | 1169 | 92   |  | Maccabi Tel-Aviv      | 84-87 |         | 89-99 | 88-86 | 97-75   | 92-83   | 88-73 | 98-58  |
| 3    | Skipper Bologne       | 22  | 14 | 8  | 6  | 1206 | 1173 | 33   |  | Skipper Bologne       | 71-78 | 104-111 |       | 95-86 | 114-118 | 117-107 | 82-60 | 97-86  |
| 4    | Montepaschi Sienne    | 21  | 14 | 7  | 7  | 1083 | 1068 | 15   |  | Montepaschi Sienne    | 79-72 | 85-89   | 76-69 |       | 86-74   | 64-56   | 80-71 | 82-55  |
| 5    | Panathinaïkos Athènes | 21  | 14 | 7  | 7  | 1141 | 1113 | 28   |  | Panathinaïkos Athènes | 58-69 | 84-91   | 75-64 | 80-76 |         | 91-80   | 91-67 | 101-67 |
| 6    | Žalgiris Kaunas       | 20  | 14 | 6  | 8  | 1142 | 1142 | 0    |  | Žalgiris Kaunas       | 75-78 | 87-91   | 87-77 | 73-75 | 80-74   |         | 89-81 | 98-75  |
| 7    | Unicaja Málaga        | 18  | 14 | 4  | 10 | 1051 | 1111 | -60  |  | Unicaja Málaga        | 62-65 | 87-75   | 72-80 | 75-63 | 83-78   | 72-74   |       | 87-77  |
| 8    | Krka Novo Mesto       | 16  | 14 | 2  | 12 | 947  | 1189 | -242 |  | Krka Novo Mesto       | 62-89 | 81-85   | 58-66 | 86-74 | 64-74   | 65-72   | 78-77 |        |

#### Groupe C
| Rang | Équipe              | Pts | J  | G  | P  | Pp   | Pc   | Diff |  | Résultats (dom.\ext.) |         |        | V     | T     |       |        |       |       |
| ---- | ------------------- | --- | -- | -- | -- | ---- | ---- | ---- |  | --------------------- | ------- | ------ | ----- | ----- | ----- | ------ | ----- | ----- |
| 1    | Efes Pilsen         | 24  | 14 | 10 | 4  | 1066 | 1002 | 64   |  | Efes Pilsen           |         | 78-89  | 69-59 | 74-65 | 61-52 | 95-92  | 79-68 | 69-44 |
| 2    | Benetton Trévise    | 24  | 14 | 10 | 4  | 1185 | 1067 | 118  |  | Benetton Trévise      | 66-79   |        | 90-72 | 92-99 | 80-75 | 98-56  | 91-65 | 80-59 |
| 3    | Pamesa Valence      | 23  | 14 | 9  | 5  | 1149 | 1089 | 60   |  | Pamesa Valence        | 103-107 | 89-64  |       | 84-71 | 78-90 | 102-73 | 87-72 | 80-64 |
| 4    | TAU Cerámica        | 23  | 14 | 9  | 5  | 1183 | 1127 | 56   |  | TAU Cerámica          | 83-87   | 88-81  | 73-67 |       | 92-77 | 95-75  | 94-81 | 92-76 |
| 5    | Olympiakos Le Pirée | 21  | 14 | 7  | 7  | 1109 | 1108 | 1    |  | Olympiakos Le Pirée   | 57-69   | 89-102 | 69-77 | 81-72 |       | 98-92  | 96-95 | 82-61 |
| 6    | Idea Śląsk Wrocław  | 20  | 14 | 6  | 8  | 1110 | 1163 | -53  |  | Idea Śląsk Wrocław    | 76-69   | 72-77  | 85-88 | 87-88 | 82-80 |        | 92-80 | 84-75 |
| 7    | ALBA Berlin         | 17  | 14 | 3  | 11 | 1075 | 1170 | -95  |  | ALBA Berlin           | 77-61   | 70-86  | 80-93 | 95-89 | 70-71 | 53-67  |       | 80-73 |
| 8    | ASVEL Villeurbanne  | 16  | 14 | 2  | 12 | 982  | 1133 | -151 |  | ASVEL Villeurbanne    | 67-73   | 74-87  | 86-66 | 70-82 | 77-92 | 65-77  | 91-89 |       |

### Top 16
La saison régulière se déroule du 3 mars au 9 avril 2004. Les premiers de chaque groupe sont qualifiés pour le Final Four.

#### Groupe D
| Rang | Équipe        | Pts | J | G | P | Pp  | Pc  | Diff |  | Résultats (dom.\ext.) |       |       |       |       |
| ---- | ------------- | --- | - | - | - | --- | --- | ---- |  | --------------------- | ----- | ----- | ----- | ----- |
| 1    | CSKA Moscou   | 6   | 5 | 1 | 0 | 477 | 436 | 41   |  | CSKA Moscou           |       | 84-82 | 68-61 | 80-66 |
| 2    | TAU Ceramica  | 6   | 4 | 2 | 0 | 505 | 477 | 28   |  | TAU Ceramica          | 77-80 |       | 95-76 | 87-82 |
| 3    | Cibona Zagreb | 6   | 2 | 4 | 0 | 422 | 449 | -27  |  | Cibona Zagreb         | 81-72 | 72-78 |       | 62-68 |
| 4    | Olympiakós    | 6   | 1 | 5 | 0 | 436 | 477 | -41  |  | Olympiakós            | 69-93 | 83-85 | 68-70 |       |

#### Groupe E
| Rang | Équipe             | Pts | J | G | P | Pp  | Pc  | Diff |  | Résultats (dom.\ext.) |       |       |       |       |
| ---- | ------------------ | --- | - | - | - | --- | --- | ---- |  | --------------------- | ----- | ----- | ----- | ----- |
| 1    | Skipper Bologna    | 6   | 5 | 1 | 0 | 484 | 457 | 27   |  | Skipper Bologna       |       | 76-75 | 87-81 | 84-76 |
| 2    | Efes Pilsen        | 6   | 4 | 2 | 0 | 427 | 390 | 37   |  | Efes Pilsen           | 72-70 |       | 78-61 | 68-58 |
| 3    | Pau Orthez         | 6   | 2 | 4 | 0 | 452 | 468 | -16  |  | Pau Orthez            | 80-81 | 57-77 |       | 83-77 |
| 4    | Olimpija Ljubljana | 6   | 1 | 5 | 0 | 438 | 468 | -30  |  | Olimpija Ljubljana    | 73-86 | 68-57 | 86-90 |       |

#### Groupe F
| Rang | Équipe                | Pts | J | G | P | Pp  | Pc  | Diff |  | Résultats (dom.\ext.) |       |       |       |         |
| ---- | --------------------- | --- | - | - | - | --- | --- | ---- |  | --------------------- | ----- | ----- | ----- | ------- |
| 1    | Montepaschi Siena     | 6   | 4 | 2 | 0 | 498 | 461 | 37   |  | Montepaschi Siena     |       | 80-64 | 68-73 | 86-67   |
| 2    | Benetton Treviso      | 6   | 4 | 2 | 0 | 510 | 494 | 16   |  | Benetton Treviso      | 95-92 |       | 88-72 | 111-101 |
| 3    | FC Barcelona          | 6   | 2 | 4 | 0 | 445 | 452 | -7   |  | FC Barcelona          | 85-86 | 67-77 |       | 64-67   |
| 4    | Panathinaikos Athènes | 6   | 2 | 4 | 0 | 460 | 506 | -46  |  | Panathinaikos Athènes | 77-86 | 82-75 | 66-84 |         |

#### Groupe G
| Rang | Équipe           | Pts | J | G | P | Pp  | Pc  | Diff |  | Résultats (dom.\ext.) |       |        |        |       |
| ---- | ---------------- | --- | - | - | - | --- | --- | ---- |  | --------------------- | ----- | ------ | ------ | ----- |
| 1    | Maccabi Tel Aviv | 6   | 4 | 2 | 0 | 452 | 406 | 46   |  | Maccabi Tel Aviv      |       | 20-0   | 107-99 | 90-76 |
| 2    | Pamesa Valencia  | 6   | 4 | 2 | 0 | 418 | 421 | -3   |  | Pamesa Valencia       | 74-89 |        | 85-76  | 78-72 |
| 3    | Zalgiris Kaunas  | 6   | 3 | 3 | 0 | 520 | 507 | 13   |  | Zalgiris Kaunas       | 78-70 | 87-100 |        | 95-72 |
| 4    | Ülker Istanbul   | 6   | 1 | 5 | 0 | 449 | 505 | -56  |  | Ülker Istanbul        | 79-76 | 77-81  | 73-85  |       |

Pamesa Valencia ne s'est pas rendue en Israël en raison de la situation tendue dans le pays, déclenchée par l'assassinat d'Ahmed Yassine. L'ULEB a ensuite accordé le match 20-0 au Maccabi Tel Aviv.

### Final Four
|  | Demi-finales                  | Demi-finales                  |                  |     | Finale                     | Finale                     |
|  | Demi-finales                  | Demi-finales                  |                  |     | Finale                     | Finale                     |
|  |                               |                               |                  |     |                            |                            |
|  | Jeu 29 avril - Tel Aviv-Jaffa | Jeu 29 avril - Tel Aviv-Jaffa |                  |     | Sam 1 mai - Tel Aviv-Jaffa | Sam 1 mai - Tel Aviv-Jaffa |
|  | Jeu 29 avril - Tel Aviv-Jaffa | Jeu 29 avril - Tel Aviv-Jaffa |                  |     | Sam 1 mai - Tel Aviv-Jaffa | Sam 1 mai - Tel Aviv-Jaffa |
|  | Fortitudo Bologne             | 103 (a.p.)                    |                  |     | Sam 1 mai - Tel Aviv-Jaffa | Sam 1 mai - Tel Aviv-Jaffa |
|  | Fortitudo Bologne             | 103 (a.p.)                    |                  |     | Sam 1 mai - Tel Aviv-Jaffa | Sam 1 mai - Tel Aviv-Jaffa |
|  | Montepaschi Sienne            | 102                           |                  |     | Sam 1 mai - Tel Aviv-Jaffa | Sam 1 mai - Tel Aviv-Jaffa |
|  | Montepaschi Sienne            | 102                           | Maccabi Tel-Aviv | 118 |                            |                            |
|  | Jeu 29 avril - Tel Aviv-Jaffa |                               | Maccabi Tel-Aviv | 118 |                            |                            |
|  |                               | Fortitudo Bologne             | 74               |     |                            |                            |
|  | Maccabi Tel-Aviv              | Fortitudo Bologne             | 74               | 93  |                            |                            |
|  | Maccabi Tel-Aviv              |                               |                  | 93  |                            |                            |
|  | CSKA Moscou                   | 85                            |                  |     |                            |                            |
|  | CSKA Moscou                   | 85                            | 3e place         |     |                            |                            |
|  |                               |                               |                  |     |                            |                            |
|  | Sam 1 mai - Tel Aviv-Jaffa    |                               |                  |     |                            |                            |
|  |                               |                               |                  |     |                            |                            |
|  | CSKA Moscou                   | 97                            |                  |     |                            |                            |
|  | CSKA Moscou                   | 97                            |                  |     |                            |                            |
|  | Montepaschi Sienne            | 94                            |                  |     |                            |                            |
|  | Montepaschi Sienne            | 94                            |                  |     |                            |                            |

## Équipe victorieuse
Joueurs : 
- N°4 Avi Ben-Chimol ( Israël)
- N°5 Maceo Baston ( États-Unis)
- N°6 Derrick Sharp ( Israël)
- N°7 Nikola Vujcic ( Croatie)
- N°8 Anthony Parker ( États-Unis)
- N°9 Gur Shelef ( Israël)
- N°10 Tal Burstein ( Israël)
- N°11 Yotam Halperin ( Israël)
- N°13 Šarūnas Jasikevičius ( Lituanie)
- N°14 Bruno Šundov ( Croatie)
- N°15 Deon Thomas ( États-Unis)
- N°33 David Bluthenthal ( Israël)

Entraîneur :  Pini Gershon ( Israël)

## Récompenses et performances
- MVP de la saison régulière  Arvydas Sabonis (Žalgiris Kaunas)
- MVP du Top 16 :  Arvydas Sabonis (Žalgiris Kaunas)
- MVP du Final Four :  Anthony Parker (Maccabi Tel-Aviv)
- Équipe type de la compétition :

| - All-Euroleague First Team : Šarūnas Jasikevičius (Maccabi Tel-Aviv) Marcus Brown (CSKA Moscou) Dejan Bodiroga (FC Barcelone) Mirsad Türkcan (CSKA Moscou) Arvydas Sabonis (Žalgiris Kaunas) | - All-Euroleague Second Team : Miloš Vujanić (Skipper Bologne) Lynn Greer (Śląsk Wrocław) David Vanterpool (Montepaschi Sienne) Andres Nocioni (Tau Vitoria) Nikola Vujčić (Maccabi Tel-Aviv) |